# Стенки живота
Брюшная стенка ограничивает содержимое полости живота. В литературе отмечаются различные варианты анатомического разделения брюшной стенки, наиболее простое — деление на верхнюю, заднюю, боковые и переднюю стенки живота.

## Границы
Верхняя граница стенок живота проходит вдоль рёберных дуг от мечевидного отростка к XII грудному позвонку, по ходу верхней стенки (диафрагмы). С боков стенки живота ограничены задними подмышечными линиями от рёберных дуг до гребней подвздошных костей. Нижняя граница брюшной стенки образована передними отрезками подвздошных гребней и линиями, проведёнными на уровне паховых складок.

## Слои
Стенки живота образованы кожным покровом, в различной степени выраженной подкожной клетчаткой, а также мышцами и пластинками собственной и поперечной фасций. Наиболее глубоким слоем стенок живота является брюшина.

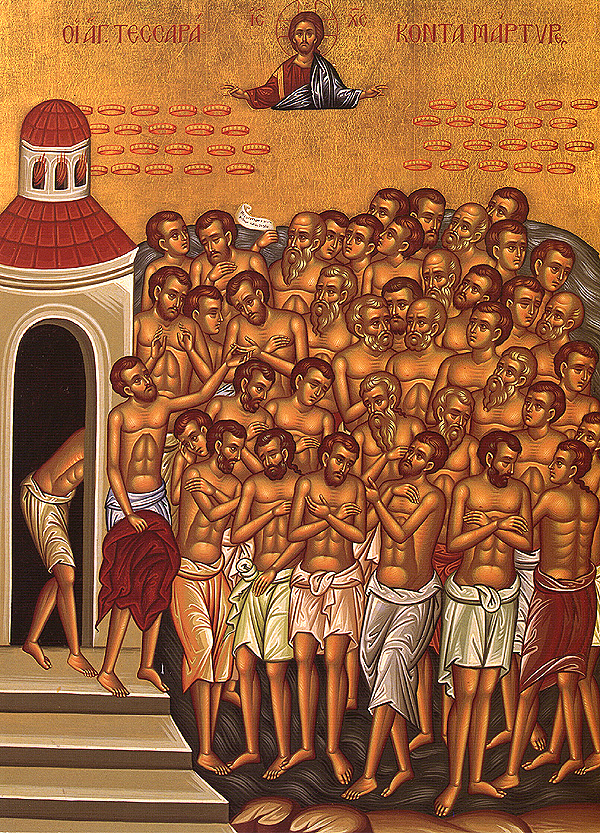
Изображение прямой мышцы живота на православных иконах (Сорок Севастийских мучеников)

### Мышцы
По бокам стенки живота образуют три мышцы — наружная косая, внутренняя косая и поперечная. Мышечные пучки наружной и внутренней косой мышц располагаются перпендикулярно друг другу, пучки поперечной мышцы живота направлены горизонтально.
Переднюю стенку живота формируют прямая мышца живота и пирамидальная мышца, заднюю — квадратная мышца поясницы.

### Тренировка мышц живота
Тренировка мышц живота полезна как для улучшения функционирования брюшного пресса в целом, так и для прогресса в спорте, уменьшения болей в спине, сопротивлению ударам в живот и улучшения внешнего вида человека.

### Апоневрозы
Наружная, внутренняя косые и поперечная мышцы живота переходят спереди в обширные сухожильные апоневрозы, формирующие влагалище прямой мышцы живота. Передний листок влагалища в верхней его половине образован апоневрозом наружной косой мышцы живота и передней пластинкой апоневроза внутренней косой мышцы живота, а задний — задней пластинкой апоневроза внутренней косой мышцы живота и апоневрозом поперечной мышцы живота. Несколько ниже пупка все перечисленные апоневрозы формируют передний листок влагалища, а сзади прямая мышца живота прилежит к поперечной фасции. Нижний край апоневроза наружной косой мышцы живота, перекидываясь между передней верхней остью подвздошной кости и лонным бугорком, поворачивается внутрь, формируя паховую связку. Апоневрозы всех указанных мышц срастаются с апоневрозами противоположной стороны, формируя белую линию живота. В её середине, на уровне пупа, имеется отверстие — пупочное кольцо, в норме прикрытое с обеих сторон пупочной и поверхностной фасциями.

## Причины деформации
У прямоходящих приматов (и человека) нагрузка на мышцы передней стенки живота существенно меньше, чем у четвероногих, у которых мышцы живота ещё и поддерживают спину при горизонтальном положении туловища, и без целенаправленной тренировки она расслабляется, и живот приобретает округлую форму. «Округлости» живота способствует ожирение, причины которого различны (от погрешностей в диете и нарушения пищевого поведения до патологии эндокринной системы). Помимо этого, деформация и растяжение передней брюшной стенки может быть обусловлено скоплением жидкости в брюшной полости (асцитом). Также передняя брюшная стенка довольно сильно растягивается у самок многих видов во время беременности, но после родов, хоть и не всегда полностью, она возвращается в дородовое состояние. Ограниченная деформация брюшной стенки может быть обусловлены наружной грыжей живота.